# Sowiecka Formuła 1 Sezon 1960
Sezon 1960 był pierwszym sezonem Sowieckiej Formuły 1.

## Opis
Rok 1960 był przełomowy w radzieckich sportach motorowych. Wówczas to wprowadzono różne klasy wyścigowe (Formuła 1, Formuła 3, Formuła Junior), a także po raz pierwszy w historii zorganizowano mistrzostwa na więcej niż jednym torze.
Przepisy Formuły 1 były zbieżne z międzynarodową Formułą 1, stąd pojemność silników była ograniczona do 2,5 litra. Dominującymi samochodami w mistrzostwach były napędzane silnikami GAZ projekty Walerija Szachwerdowa: GA-22 i GM-20. Ponadto w mistrzostwach uczestniczył estoński samochód Vana Toomas.

## Kalendarz wyścigów
| Runda | Data        | Tor       | Pole position | Najszybsze okrążenie                | Zwycięzca (kierowcy) | Zwycięzca (zespoły)        |
| ----- | ----------- | --------- | ------------- | ----------------------------------- | -------------------- | -------------------------- |
| 1     | 29 sierpnia | Leningrad | ?             | Walerij Szachwerdow Michaił Kowalew | Walerij Szachwerdow  | Sowieckaja Armia Leningrad |
| 2     | 11 września | Tallinn   | ?             | Ludwig Kyrge                        | Ludwig Kyrge         | DOSAAF Tallinn             |

## Klasyfikacja kierowców
| Legenda oznaczeń w tabelach wyników Wyświetl szablon na nowej stronie | Legenda oznaczeń w tabelach wyników Wyświetl szablon na nowej stronie                                                                     |
| Oznaczenie                                                            | Wyjaśnienie |
| --------------------------------------------------------------------- | --- |
| Złoty                                                                 | Zwycięzca lub mistrzostwo |
| Srebrny                                                               | 2. miejsce lub wicemistrzostwo |
| Brązowy                                                               | 3. miejsce lub II wicemistrzostwo |
| Zielony                                                               | Ukończył, punktował (w klasyfikacji generalnej, gdy zdobył co najmniej jeden punkt na przestrzeni sezonu, poza trzema powyższymi opcjami) |
| Niebieski                                                             | Ukończył, nie punktował (w klasyfikacji generalnej, gdy nie zdobył co najmniej jednego punktu na przestrzeni sezonu)                      |
| Czerwony                                                              | Nie zakwalifikował się (NZ) |
| Czerwony                                                              | Nie prekwalifikował się (NPK) |
| Różowy                                                                | Nie ukończył (NU) |
| Różowy                                                                | Niesklasyfikowany (NS) (w klasyfikacji generalnej, gdy nie został sklasyfikowany w żadnym wyścigu sezonu)                                 |
| Czarny                                                                | Zdyskwalifikowany (DK) |
| Czarny                                                                | Wykluczony (WYK/EX) |
| Biały                                                                 | Nie wystartował (NW) |
| Biały                                                                 | Kontuzjowany (K/INJ) |
| Biały                                                                 | Wyścig odwołany (OD/C) |
| Bez koloru                                                            | Został wycofany (WYC/WD) |
| Bez koloru                                                            | Nie przybył (NP/DNA) |
| Bez koloru                                                            | Nie brał udziału w treningach (NT/DNP) |
| Bez koloru                                                            | Nie został zgłoszony (–) |
| Pogrubienie                                                           | Start z pole position |
| Kursywa                                                               | Najszybsze okrążenie wyścigu |
| †                                                                     | Nie ukończył, ale jego rezultat został zaliczony ze względu na przejechanie więcej niż 90% dystansu wyścigu.                              |
| *                                                                     | Sezon w trakcie |
| 1/2/3                                                                 | Punktowana pozycja w sprincie kwalifikacyjnym                                                                                             |
| Lista systemów punktacji Formuły 1                                    | |

| Poz. | Kierowca            | Zespół                     | LEN | TAL | Punkty |
| ---- | ------------------- | -------------------------- | --- | --- | ------ |
| 1    | Walerij Szachwerdow | Sowieckaja Armia Leningrad | 1   | 3   | 14     |
| 2    | Michaił Kowalew     | Sowieckaja Armia Leningrad | 2   | 2   | 12     |
| 3    | Ludwig Kyrge        | DOSAAF Tallin              | 7   | 1   | 10     |
| 4    | Jurij Gajecki       | Sowieckaja Armia Leningrad | 3   | 4   | 9      |
| ?    | Aleksiej Kuzniecow  | Sowieckaja Armia Moskwa    | 5   | 9   |        |
| ?    | Szota Zardiaszwili  | DOSAAF Tbilisi             | 8   | -   |        |